# Oberhafenbrücke
Die Oberhafenbrücke ist eine kombinierte Eisenbahn- und Straßenbrücke in Hamburg. Die untere Ebene ist dem Straßenverkehr vorbehalten, auf der oberen Ebene wird auf vier Gleisen der gesamte elbüberquerende Eisenbahnverkehr (mit Ausnahme der S-Bahn) zwischen dem Hamburger Hauptbahnhof und dem Bahnhof Hamburg-Harburg geführt.
Die Brücke wurde ab Mai 1902 als Fachwerkbrücke errichtet und im Mai 1904 fertiggestellt. Sie führt zum Stadtviertel Oberhafen  und überquert dabei den Oberhafen, eine Verbindung zwischen der Norderelbe kurz hinter Rothenburgsort und dem Zollkanal. 2007 erfolgte ein Austausch durch eine Neukonstruktion.

## Geschichte
Die Neuordnung des Eisenbahnverkehrs in Hamburg, unter anderem der Ausbau der Verbindungsbahn und der Bau des 1906 fertiggestellten Hauptbahnhofs, machten den ungünstig gelegenen Hannoverschen Bahnhof im Personenverkehr überflüssig. Dieser diente danach als Güterbahnhof. Zur Anbindung des Netzes an die Elbbrücken musste der parallel zu Elbe verlaufende Oberhafen überquert werden. Die Streckenführung erfolgte auf der zur gleichen Zeit erbauten Pfeilerbahn.
1902 beauftragte die preußische Eisenbahnverwaltung eine Arbeitsgemeinschaft mit Planungen und Brückenbau. Gleichzeitig wurde eine Nutzung als Straßenbrücke mit einer Durchfahrtshöhe von 4,4 m vorgesehen. Für Fußgänger wurde an beiden Seiten der Fachwerkskonstruktion ein Steg angebaut.
Die Brückenkonstruktion wurde als genietetes Fachwerk ausgeführt. Die beiden Hauptträger hatten zusammen ein Gewicht von 1.300 t.
Der Schiffsverkehr sollte weiterhin möglich sein, was eine Konstruktion als Drehbrücke notwendig machte. Aufwendiger Bau des Pfeilers zur Aufnahme des Drehmechanismus für die Brücke, der über Druckluft betrieben wurde, die mittels Verbrennungsmotor erzeugt wurde. Der gesamte Drehvorgang konnte in viereinhalb Minuten durchgeführt werden. Im Zuge der Streckenelektrifizierung wurden 1964 Fahrleitungsmasten für die Oberleitung an der Brückenkonstruktion angebracht.
Die Gründung der Brücke wurde Mitte der 1980er Jahre verstärkt. Alle Pfeiler wurden mit neuen Spundwänden eingefasst. In den Zwischenräumen zwischen den alten Pfeilern und den neuen Spundwänden wurden Doppel-T-Träger bis in die tragfähigen Bodenschichten gerammt. Weil der Eisenbahnbetrieb auf den vier Streckengleisen nicht unterbrochen werden durfte, war der Arbeitsraum in der Höhe stark beschränkt. Die Träger konnten daher nur abschnittsweise in den Untergrund gerammt werden und mussten, dem Rammfortschritt folgend, aus mehreren kurzen Teilen aneinander geschweißt werden. Der Raum zwischen den neuen Spundwänden und den alten Pfeilern wurde mit Beton verfüllt. Die Pfeilerköpfe wurden vollständig erneuert und erhielten neue Auflager für die Fachwerküberbauten. Im Zuge dieser Arbeiten wurden die bis dahin noch vorhandenen Teile des nicht mehr funktionsfähigen Drehmechanismus beseitigt.

## Ersatz
Die hohe Belastung durch steigende Verkehrsfrequenz und auch durch höheres Gewicht der Züge hatte die alte Konstruktion erheblich belastet und machte einen Austausch der Konstruktion notwendig.
Die Stahlbauarbeiten für die 3.529 t schwere Konstruktion wurden von der Firma Eiffel Deutschland Stahltechnologie ausgeführt. Der Zusammenbau der 49 neuen Einzelteile erfolgte auf dem benachbarten Gelände des ehemaligen Hannoverschen Bahnhofs. Die komplett montierte Brücke wurde in einem Stück über eine Hilfskonstruktion an den Bestimmungsort gebracht. Die Straßen Stadtdeich und Stockmeyerstraße werden mit zwei Doppelfeldern überquert.
In der letzten Dezemberwoche 2007 wurde die alte Brücke in mehrere Teile zerlegt und mit Pontons, die bei Niedrigwasser unter die Bauteile manövriert wurden, abtransportiert.
Der Pfeiler, auf dem sich der Drehmechanismus befand, ist größer als die übrigen Pfeiler. Er blieb bei der Brückenerneuerung unverändert erhalten.

## Verschiedenes
- Anlässlich einer Ausstellung des Schweizer Künstlers Rémy Zaugg in den Deichtorhallen 1992 wurden in großen weißen Lettern der Schriftzug „Kanäle, Eisenbahnbrücke, Lagerhäuser, Schiff, Wolken, Himmel, Wind, Hafenkräne“ angebracht.[7] Nach der Erneuerung der Brücke wurden die Worte wieder angebracht. Die Schrift ist von Westen aus lesbar.
- Am Stadtdeich befindet sich ein Schiebetor zur Flutsicherung, das die Flutsicherungsanlage gegen die Brückenfahrbahn abschließen kann.
- Die Oberhafenkantine liegt an der Stockmeyerstraße direkt am Südufer teilweise unter der Brücke.
- Der Haltepunkt Oberhafen südlich der Brücke auf der Pfeilerbahn wurde 1944 aufgegeben. Heute existiert in unmittelbarer Nähe zum Bauwerk eine nach der Brücke benannte Bushaltestelle, die jedoch nur von der Nachtbuslinie 602 bedient wird.
- Die Gedenktafel für die Flut der Elbe von 1771 befindet sich jetzt in der Banksstraße/Ecke Oberhafenstraße am nördlichen Widerlager der Oberhafenbrücke (→Lage) und steht seit 1961 unter Denkmalschutz.[8]
- Der Elberadweg führt an der Oberhafenbrücke vorbei.
- Die Oberhafenbrücke wird oft als Drehort für verschiedene Fernseh- und Videoproduktionen genutzt. Sie ist zum Beispiel mehrfach in Folgen der Hamburger Kultserie Großstadtrevier (Folge 334 Pretty Woman) sowie in der Kinderkrimiserie Die Pfefferkörner (Folge 123 Mutproben, Folge 126 Gefahr von Rechts) zu sehen. Außerdem findet man das Bauwerk teilweise auch in Musikvideos wieder. Unter anderem nutzten die Band Beginner, Johannes Oerding und Lina Larissa Strahl die Brücke als Kulisse für ihre Videos.

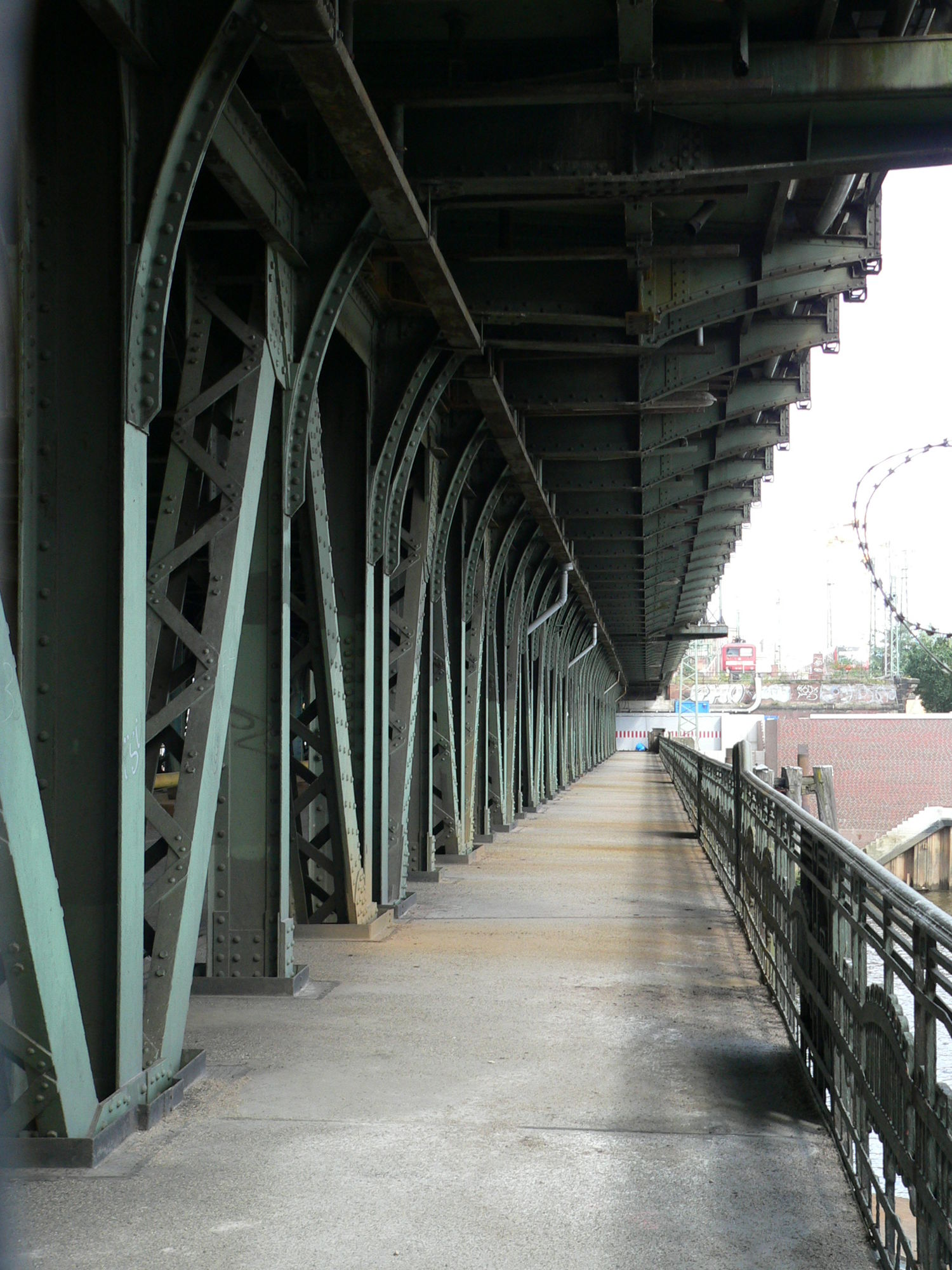
Vor Erneuerung
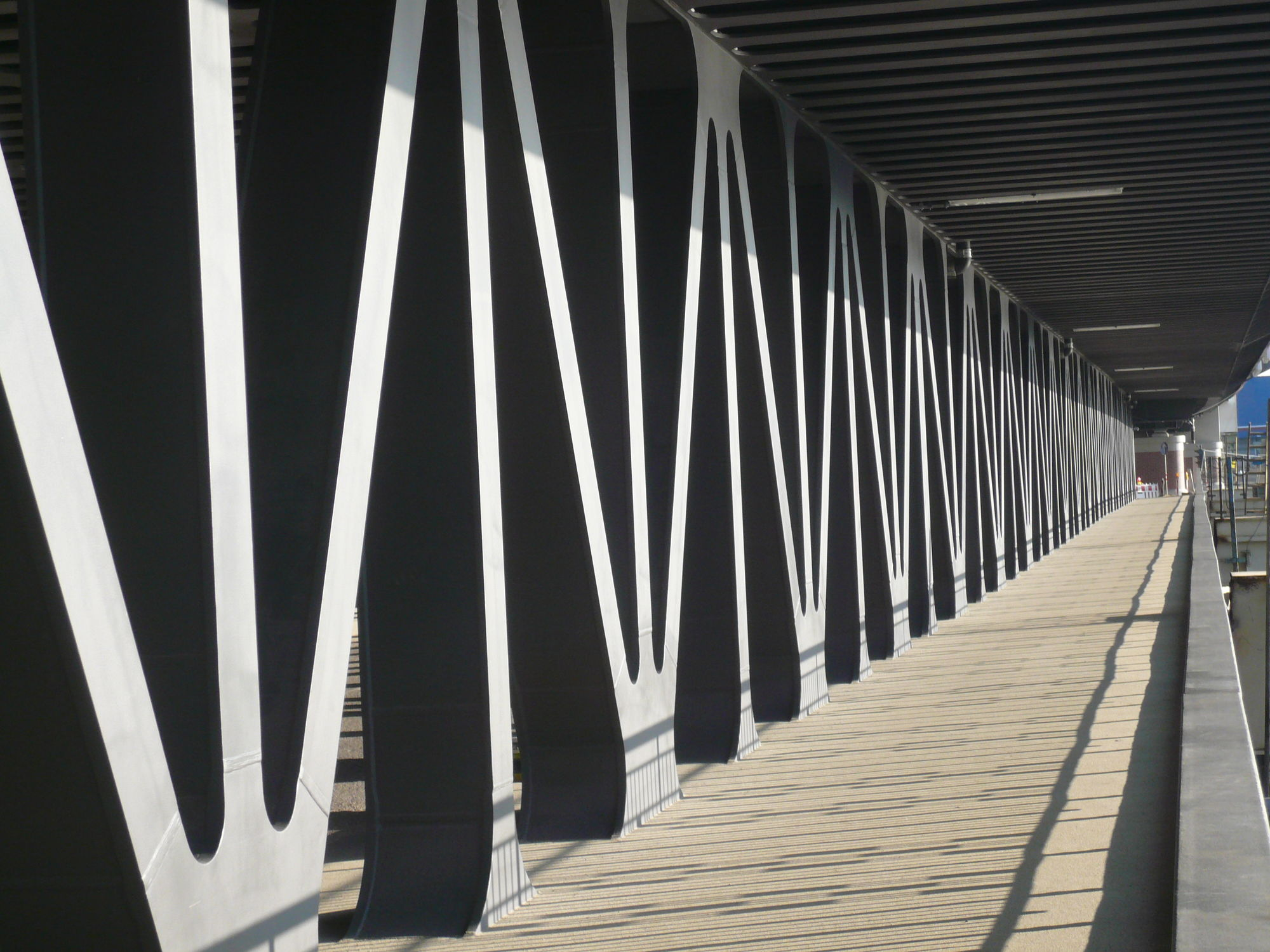
Nach Erneuerung
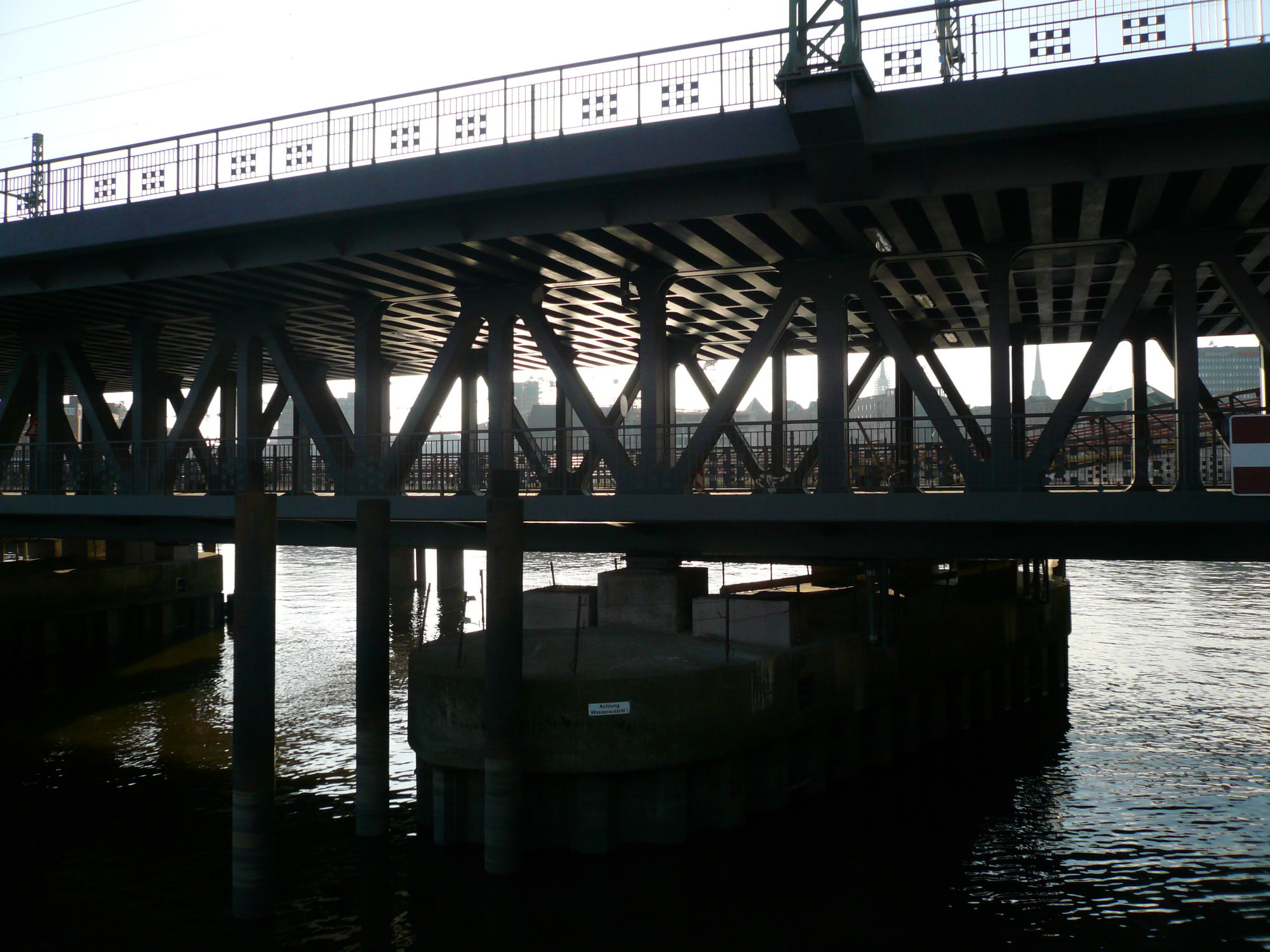
Details
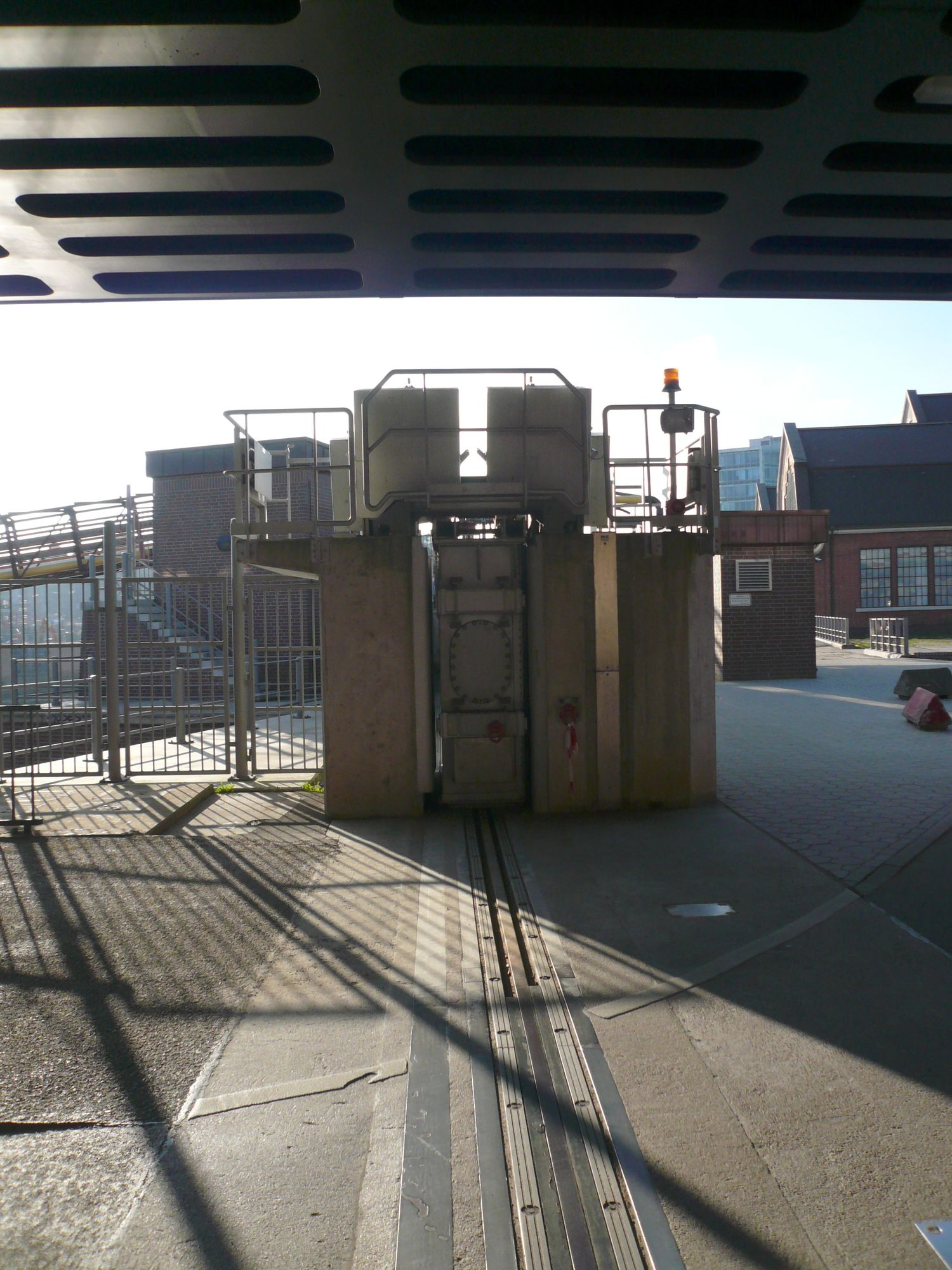
Fluttor
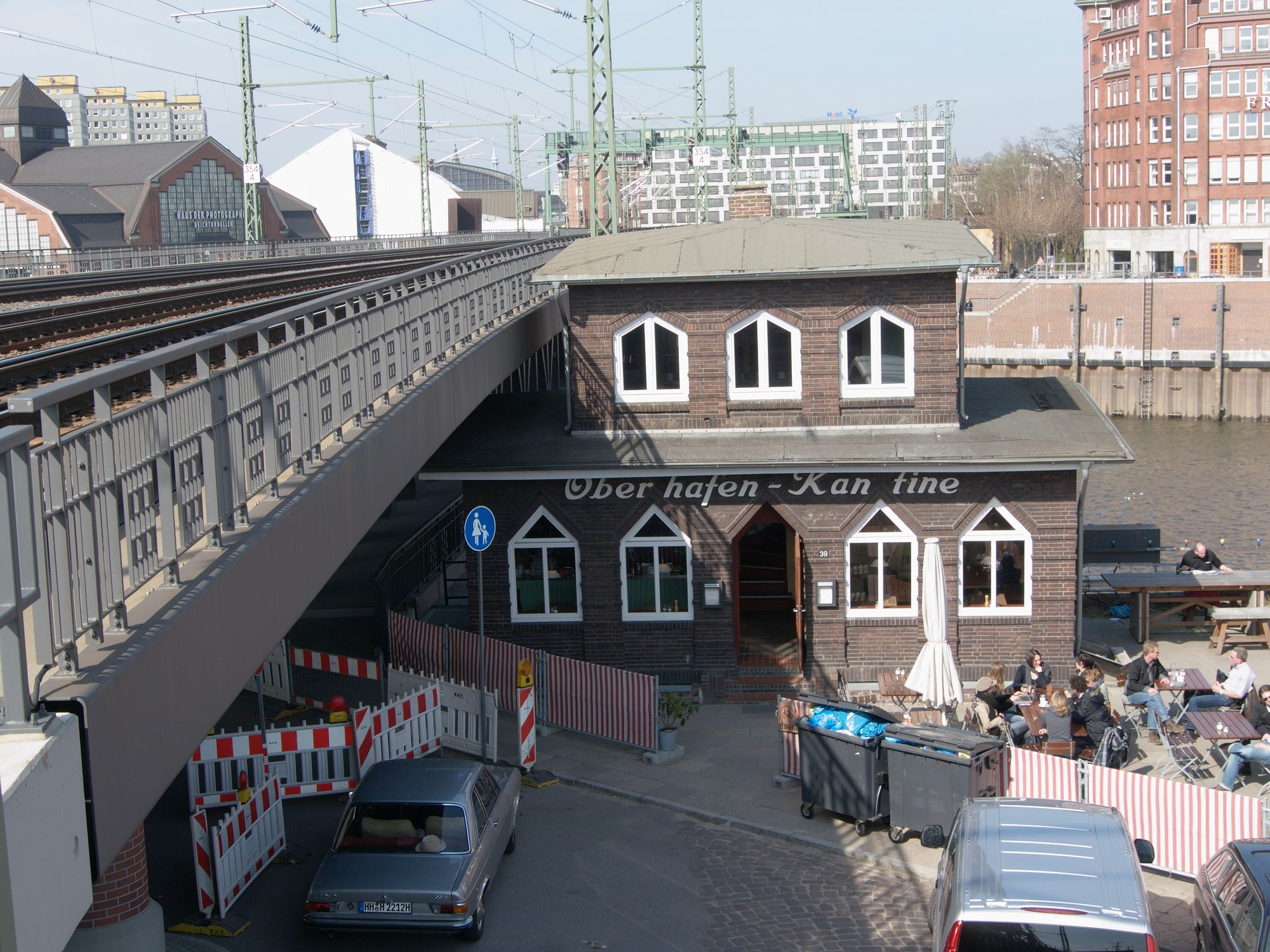
Blick vom Gleisniveau auf die Oberhafenkantine
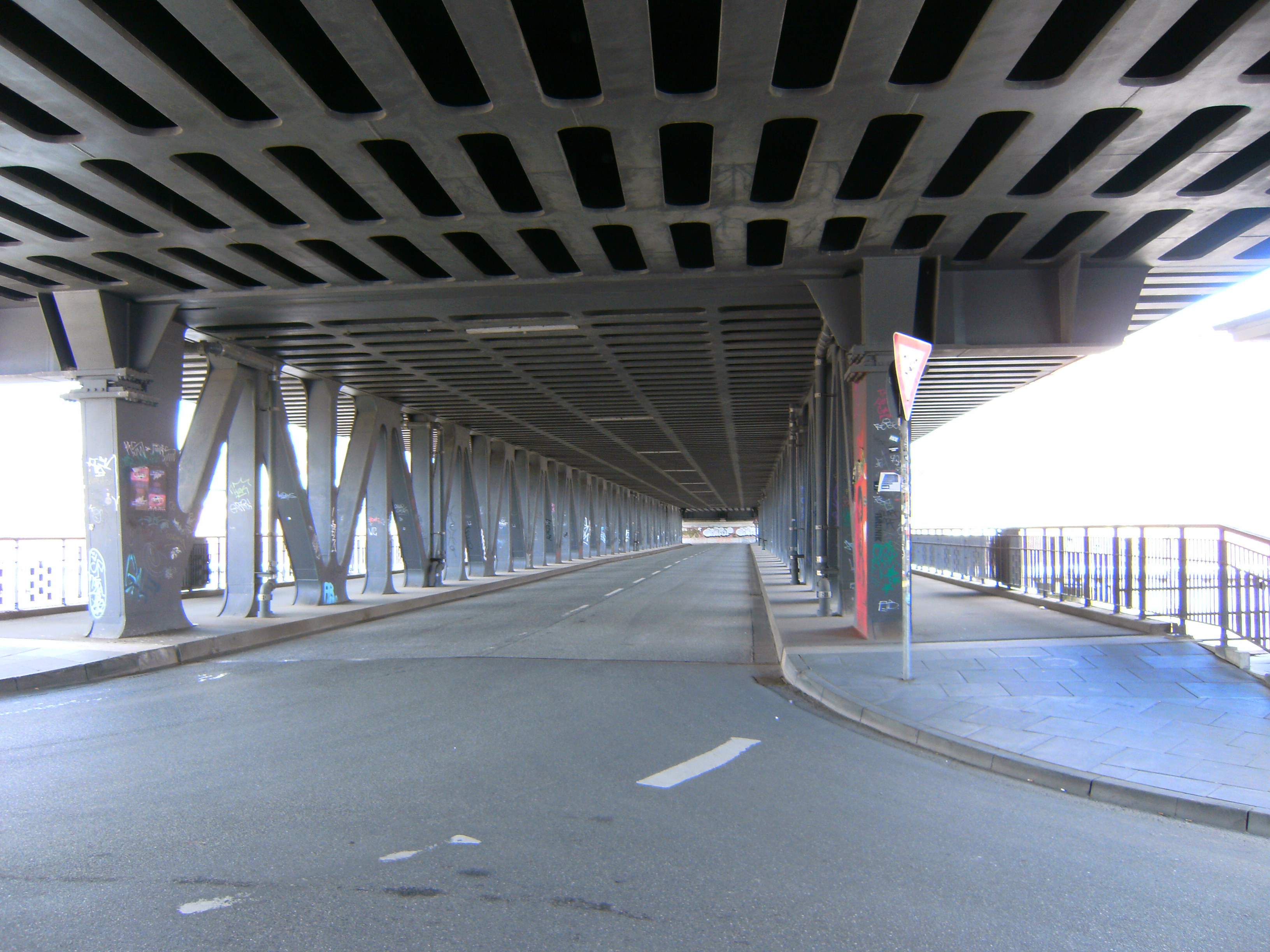
Straßenniveau
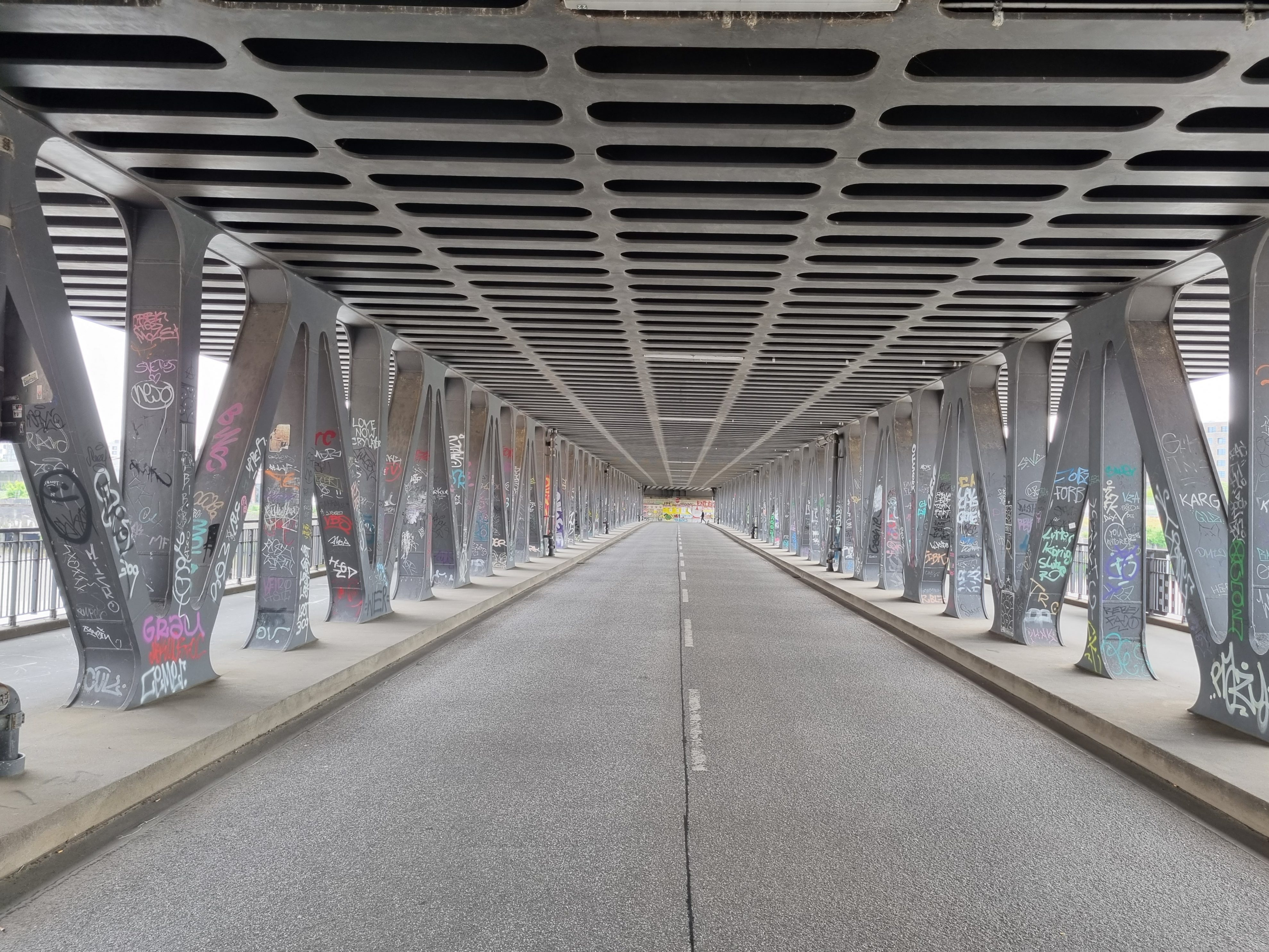
Blick von Norden